# Ahmed Mehideb
Ahmed Mehideb (en árabe: أحمد مهيدب‎; El Milia, 18 de enero de 1995) es un deportista argelino que compite en atletismo adaptado. Ganó una medalla de bronce en los Juegos Paralímpicos de París 2024, en la prueba de lanzamiento de maza (clase F32).

## Palmarés internacional
| Juegos Paralímpicos | Juegos Paralímpicos | Juegos Paralímpicos | Juegos Paralímpicos |
| Año                 | Lugar               | Medalla             | Prueba              |
| ------------------- | ------------------- | ------------------- | ------------------- |
| 2024                | París (Francia)     | Medalla de bronce   | Maza F32            |